# Jean Laudet
Jean Maurice Laudet (Nevers, 5 augustus 1930) is een Frans kanovaarder.
Laudet won tijdens de Olympische Zomerspelen 1952 de gouden medaille in de C-2 10.000m samen met Georges Turlier.

## Belangrijkste resultaten

### Olympische Zomerspelen
| Editie | Plaats   | Resultaten  |
| ------ | -------- | ----------- |
| 1952   | Helsinki | C-2 10.000m |

1936: Václav Mottl & Zdeněk Škrlant ·
1948: Steve Lysak & Steve Macknowski ·
1952: Jean Laudet & Georges Turlier ·
1956: Gratsian Botev & Pavel Charin